# Stigmina
Stigmina è un genere di funghi Ascomiceti.

## Specie
- Stigmina anacardii
- Stigmina cactivora
- Stigmina carpophila
- Stigmina deflectens
- Stigmina dura
- Stigmina glomerulosa
- Stigmina juniperina
- Stigmina millettiae
- Stigmina palmivora
- Stigmina platani
- Stigmina sapii
- Stigmina thujina